# Simone Pasqua Di Negro
Simone Pasqua Di Negro (Taggia, 17 novembre 1492 – Roma, 4 settembre 1565) è stato un cardinale e vescovo cattolico italiano.

## Biografia
Simone Pasqua nacque a Taggia il 17 novembre 1492 da Galeazzo Pasqua e Pellegrina Stella. La famiglia Pasqua, originaria di Taggia nella Riviera di Ponente, si trasferì a Genova all'inizio del XV secolo, e in poco tempo, fu artefice di un significativo successo socioeconomico che portò la famiglia a divenire grande azionista del Banco di San Giorgio.
Nel 1528 Simone Pasqua fu ascritto alla nobiltà genovese nell'albergo dei Di Negro. Il privilegio fu esteso a tutti i membri della famiglia Pasqua, tra cui il fratello gemello Stefano.
Nel 1554 venne inviato dalla Repubblica di Genova come suo ambasciatore in Inghilterra, con Luca Grimaldi, in occasione del matrimonio di Filippo II di Spagna con Maria I d'Inghilterra.
Nel 1561 venne nominato vescovo di Luni-Sarzana e successivamente inviato al Concilio di Trento.
Il 12 marzo 1565 papa Pio IV lo nominò cardinale con il titolo di cardinale presbitero di Santa Sabina. A settembre dello stesso anno optò per il titolo di San Pancrazio fuori le mura, ma morì nel medesimo giorno.
Medico di fama, fu anche nominato archiatra pontificio.
La sua salma venne inumata inizialmente nella chiesa romana di San Pancrazio, ma successivamente fu traslata a Genova e inumata nella tomba di famiglia nella chiesa di Santa Maria della Pace.